# Gabriel Moreau
Gabriel Moreau noto anche come Gabriele Moreau (Parigi, 31 gennaio 1874 – Parigi, 8 agosto 1933) è stato un attore e regista francese.

## Filmografia

### Attore
- Le règne de Louis XIV, regia di Vincent Lorant-Heilbronn (1904)
- Roman d'amour, regia di Vincent Lorant-Heilbronn e Ferdinand Zecca (1904)
- La Fille du sonneur, regia di Albert Capellani (1906)
- Amour d'esclave, regia di Albert Capellani (1907)
- Le caprice du vainqueur, regia di Henri Andréani e Ferdinand Zecca (1910)
- Le Bon Patron, regia di Camille de Morlhon (1910)
- Il consiglio della zia (1912)
- La Passion, regia di Maurice Maître (1914)
- Amor che tace, regia di Vitale De Stefano (1916)
- Il poeta, la donna (1916)
- La gloria, regia di Febo Mari (1916)
- L'apostolo, regia di Gero Zambuto (1916)
- L'eredità dello zio Moh-Mel-Bey, regia di Eleuterio Rodolfi (1916)
- Tigre reale, regia di Giovanni Pastrone (1916)
- Cretinetti e gli stivali del Brasiliano, regia di André Deed (1916)
- L'assassino del corriere di Lione, regia di Giovanni Vidali (1916)
- La trilogia di Dorina, regia di Gero Zambuto (1917)
- Una sventatella, regia di Gero Zambuto (1918)
- Nantas, regia di Vincenzo Denizot (1918)
- Gemma di Sant'Eremo, regia di Alfredo Robert (1918)
- L'olocausto, regia di Gero Zambuto (1918)
- La moglie di Claudio, regia di Gero Zambuto e Giovanni Pastrone (1918)
- Il matrimonio di Olimpia, regia di Gero Zambuto (1918)
- L'inverosimile, regia di Carlo Campogalliani (1919)
- Scacco matto, regia di Carlo Campogalliani (1919)
- Non uccidere!, regia di Mario Volpe (1920)
- La trilogia di Maciste, regia di Carlo Campogalliani (1920)
- La donna e il cadavere, regia di Augusto Genina (1920)
- Fiamma!, regia di Ettore Piergiovanni (1920)
- Il sogno d'oro di Cavicchioni, regia di Umberto Paradisi (1920)
- Lo scaldino, regia di Augusto Genina (1920)
- Il viaggio di Maciste, regia di Carlo Campogalliani (1920)
- Il testamento di Maciste, regia di Carlo Campogalliani (1920)
- La douloureuse, regia di Augusto Genina (1921)
- I diabolici, regia di Augusto Genina (1921)
- L'uomo meccanico regia di André Deed (1921)
- Il fabbro del convento, regia di Vincenzo Denizot (1922)
- La piccola parrocchia, regia di Mario Almirante (1923)

### Regista
- I ladri e l'avaro (1911)
- Folle per amore (1911)
- Una fiamma sul mare (1911)
- Il vitello pacificatore (1912)
- Mio figlio! (1912)
- Nudo di zingara (1915)
- Martirio (1920)